# Drew Starkey

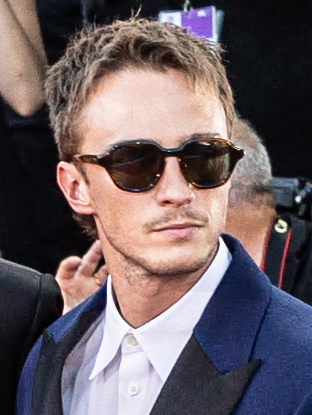
Drew Starkey (2024)

Joseph Andrew „Drew“ Starkey (* 4. November 1993 in Hickory, North Carolina) ist ein US-amerikanischer Schauspieler.

## Leben
Starkey besuchte die St. Stephens High School in Hickory. Anschließend studierte er Theater und Englisch an der Western Carolina University, seinen Abschluss machte er im Jahr 2016.

## Wirken
Starkey ist seit 2014 als Schauspieler aktiv, sein Schaffen umfasst mehr als zwei Dutzend Produktionen. Er ist vor allem bekannt durch seine Rolle des Garrett Laughlin in Love, Simon von 2018 und seine Hauptrolle des Rafe Cameron in der Netflix-Serie Outer Banks ab dem Jahr 2020. Starkey spielte die Rolle des Eugene Allerton im A24-Film Queer, der bei seiner Premiere bei den internationalen Filmfestspielen von Venedig 2024 mit hervorragenden Kritiken ausgezeichnet wurde. Laut der Vogue wird Starkey durch die Begeisterung um das Projekt als Schauspieler zukünftig wohl sehr gefragt sein.

## Anstehende Filme

### Lucky
Drew Starkey und Anya Taylor-Joy spielen gemeinsam die Hauptrollen in der Apple TV+ Miniserie Lucky. Starkey spielt Cary, den Ehemann der Titelfigur Lucky, gespielt von Taylor-Joy. Die Dreharbeiten haben in Las Vegas begonnen und werden in Los Angeles fortgesetzt.

### Onslaught
Starkey wird in einem weiteren A24-Film mitwirken, der unter der Regie von Adam Wingard produziert wird. Zu der Besetzung des Action-Horror-Thriller gehören u. a. Adria Arjona und Dan Stevens.

## Filmografie (Auswahl)
- 2017: Valor (Staffel 1, Episode 4)
- 2018: Love, Simon
- 2018: The Hate U Give
- 2019: Just Mercy
- seit 2020: Outer Banks (Fernsehserie)
- 2020: Embattled
- 2020: The Devil All the Time
- 2021: The Terminal List
- 2022: Hellraiser – Das Schloss zur Hölle (Hellraiser)
- 2023: Die andere Zoey (The Other Zoey)
- 2024: Queer